# Belonogaster trandraka
Belonogaster trandraka är en getingart som beskrevs av Hensen och Blommers 1987. Belonogaster trandraka ingår i släktet Belonogaster och familjen getingar. Inga underarter finns listade.